# Mónica Ocampo
Mónica Ocampo Medina (* 4. Januar 1987 in Jojutla, Morelos) ist eine mexikanische Fußballspielerin, die im Angriff agiert.

## Karriere

### Vereine
Ocampo spielte von 2006 bis 2009 in Reihen des FC Indiana in der WPSL und W-League. Zur Saison 2010 wurde sie von der Franchise der Atlanta Beat verpflichtet, die sie bereits nach einem Jahr wieder verließ. Zur Premierensaison 2013 der neugegründeten National Women’s Soccer League schloss sich Ocampo dem Sky Blue FC an und avancierte im Saisonverlauf zu dessen erfolgreichster Torschützin.

### Nationalmannschaft
Mónica Ocampo ist mexikanische Nationalspielerin und trug am 27. Juni 2011 mit ihrem Fernschuss aus knapp 30 Metern zum 1:1 im WM-Spiel gegen England erheblich zum ersten Punktgewinn der Mexikanerinnen bei einer Frauenfußball-Weltmeisterschaft überhaupt bei. Sie gehört auch zum Kader der Mexikanerinnen für die WM 2015 in Kanada.

## Erfolge
- 2007: WPSL-Meisterschaft (FC Indiana)